# Witold Jankowski
Witold Jankowski (ur. 9 lipca 1919 w Ostrowie Wielkopolskim, zm. 3 marca 2000 w Warszawie) – polski prawnik, publicysta i działacz katolicki, poseł na Sejm PRL V, VI, VII i VIII kadencji (1969–1985). W latach 1955–1972 redaktor naczelny "Słowa Powszechnego".

## Życiorys
W okresie II wojny światowej działał w prasie konspiracyjnej, pod pseudonimem "Siwek". Redagował prasę podziemną w lubelskim okręgu Armii Krajowej. W 1945 podjął pracę w Wojewódzkim Urzędzie Informacji i Propagandy w Bydgoszczy. Ukończył rozpoczęte przed wojną studia prawnicze na Wydziale Prawno-Ekonomicznym Uniwersytetu Poznańskiego (1946), od 1946 do 1950 pracował w wychodzącym w Bydgoszczy "Ilustrowanym Kurierze Polskim". Od lipca 1950 był członkiem redakcji dziennika "Słowo Powszechne", a w 1955 został jego redaktorem naczelnym. W 1969 został posłem na Sejm PRL i pełnił tę funkcję do 1985. W styczniu 1972 przestał kierować "Słowem Powszechnym" i został dyrektorem Instytutu Wydawniczego PAX. Pozostawał na tym stanowisku do 1976. Przez kilka kadencji zasiadał w naczelnych władzach Stowarzyszenia Dziennikarzy Polskich.

### Działalność sejmowa
W 1969 uzyskał mandat posła na Sejm z ramienia Stowarzyszenia PAX w okręgu Nysa. Był członkiem Komisji Kultury i Sztuki oraz Pracy i Spraw Socjalnych. W 1972 przedłużono mu mandat (w okręgu Wadowice), pracował w Komisji Spraw Zagranicznych oraz Kultury i Sztuki. W 1976 zasiadł w Sejmie VII kadencji jako reprezentant województwa olsztyńskiego, kontynuował pracę w Komisjach z poprzedniej kadencji, będąc również członkiem Komisji Administracji, Gospodarki Terenowej i Ochrony Środowiska. W 1980 uzyskał reelekcję z okręgu Kielce. Był członkiem Komisji: Administracji, Gospodarki Terenowej i Ochrony Środowiska, Kultury i Sztuki (później: Kultury), Spraw Zagranicznych, Planu Gospodarczego, Budżetu i Finansów oraz Nadzwyczajnych: do rozpatrzenia projektu ustawy o Radach Narodowych i Samorządzie Terytorialnym i rozpatrzenia projektu ustawy o Trybunale Konstytucyjnym.

## Odznaczenia
- Order Sztandaru Pracy I klasy
- Order Sztandaru Pracy II klasy (1976)[1]
- Krzyż Komandorski Orderu Odrodzenia Polski (1969)
- Krzyż Oficerski Orderu Odrodzenia Polski (1964)
- Krzyż Kawalerski Orderu Odrodzenia Polski (1961)
- Odznaka 1000-lecia Państwa Polskiego
- Złota Odznaka Honorowa Towarzystwa Przyjaźni Polsko-Radzieckiej (1968)[2]
- Odznaka "Za zasługi dla rozwoju prasy polskiej i Stowarzyszenia Dziennikarzy Polskich" (1974)[3]
- Order Sztandaru Pracy I klasy (Niemcy Wschodnie)
- Order Cyryla i Metodego III klasy (Bułgaria, 1971)